# Protodiaspis infidelis
Protodiaspis infidelis är en insektsart som beskrevs av Ferris 1942. Protodiaspis infidelis ingår i släktet Protodiaspis och familjen pansarsköldlöss. Inga underarter finns listade i Catalogue of Life.